# Оуян Шань
Оуян Шань имя при рождении Ян Фэнци (кит. 歐陽; декабрь 1908, Ингжу, провинция Хубэй) – 26 сентября 2004, Гуанчжоу) — китайский писатель
, поэт, журналист и общественныq деятель.

## Биография
Родился в бедной крестьянской семье. С 1927 года слушал лекции в университете Гуанчжоу, в том числе Лу Синя.
Член КПК. Член Лиги левых писателей Китая (1930—1936). 
Печататься начал с 1923 г. Первые сборники рассказов «Семилетний обет» (1935), «Голодные и холодные» (1937) и другие посвящены главным образом жизни бедноты. В 1942 году во время сопротивления японской агрессии опубликовал роман «Плоды войны». 
Наибольшей известностью пользовалась его повесть  «Гао Гань-да» (1946, русский перевод 1961) о кооперативном движении в сёлах освобожденных районов. 
Автор повестей «Три жизни героя» (1955), «Светлый путь» (1955, русский перевод 1961), а также историко-революционной эпопеи «Лучшие люди эпохи», из которой опубликовал 2 тома: «Переулок трёх семей» (1959) и «Тяжёлая борьба» (1962). 
В годы «культурной революции» в КНР подвергся необоснованной критике и репрессиям за «мелкобуржуазность», сидел в лагере.

## Избранные произведения
- Zhuchi be tiechui, роман 1931
- Qingnian nannü, 1936
- de shibaizhe, 1937
- Gao Ganda, Роман 1946
- Sanjia xiang, Роман 1959
- Kudou, Ромжан, 1962
- Liu an hua ming, Роман 1981
- Shengdi, Роман 1983
- Wan nian chun, роман 1985
- Chenggongzhe de bei’ai, 1979